# Suzuki Harunobu
Suzuki Harunobu (鈴木春信) (1724 – 1770) var en japansk bloktrykskunstner og en af de mest kendte inden for "ukiyo-e"-stilen. Han blev i 1765 den første til at skabe fuldfarvetryk (nishiki-e), hvilket gjorde de tidligere to- og trefarvetryk forældede. Harunobu anvendte mange specielle teknikker og afbillede mange typer af motiver, fra klassiske digte til datidens skønheder. Som mange af kunstnerne under Harunubus livstid skabte han også flere shunga, erotiska billeder. Flere kunstnere imiterede hans stil. Nogen, for eksempel Harushige, prøvede enddog at efterligne den store mester Harunobu.

## Kuriosa
Harunobu har fået et krater opkaldt efter sig på Merkur, Harunobukrateret.